# Елліс Парк
«Елліс Парк» — стадіон у Йоганнесбурзі (ПАР), призначений для проведення змагань з регбі та футболу. Будівництво було завершено в 1928; у 1982 стадіон реконструйовано. Місткість стадіону — 70 000 місць.
Стадіон обрано для проведення матчів чемпіонату світу з футболу 2010. На арені було проведено п'ять матчів групового раунду, одна гра 1/8 фіналу і один поєдинок 1/4 фіналу. У ході підготовки до проведення матчів турніру місткість стадіону повинна збільшитися на 5 000 місць за рахунок розширення північної трибуни.
Спочатку стадіон «Елліс Парк» був названий на честь Джона Д. Елліса за внесок у виділенні землі для будівництва арени. У липні 2008, Кока-Кола придбала право за 450 млн. рандів перейменувати стадіон. За рішенням ФІФА більшості стадіонів під час чемпіонату світу з футболу не дозволили використовувати комерційні назви — але для «Елліс Парку» було зроблено виняток: Кока-Кола є головним спонсором ФІФА.